# Потес Илијина глава (археолошко налазиште)
 Потес Илијина глава је археолошко налазиште који се налази на падинама брда Илијина глава, у месту Великинце, општина Гњилане и датује се у период од 100. до 600. године. Локалитет је истраживан 1984. године. У питању је некропола са вечим бројем спаљених покојника. Остаци су полагани у плитке јаме правоугаоног облика. Некропола је оштећена накнадним укопима током средњег века.